# شو آیکاوا (فیلم‌نامه‌نویس)
شو آیکاوا (انگلیسی: Shō Aikawa؛ زادهٔ ۹ اوت ۱۹۶۵) فیلم‌نامه‌نویس اهل ژاپن است.